# وسواس

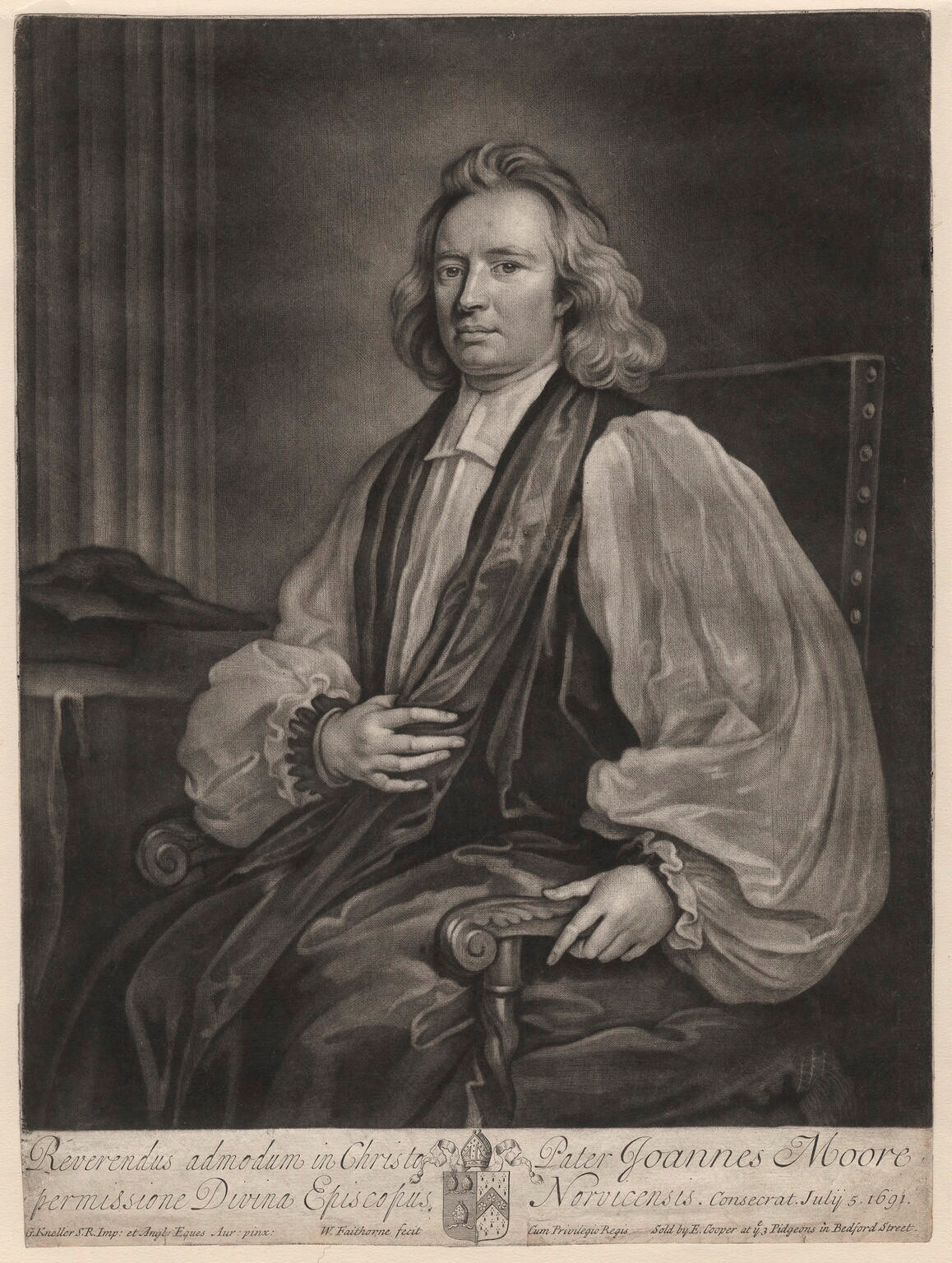

الوساوس هي الأفكار والصور والدوافع الغريزية التي قد تحدث بشكل متكرر وهي خارجة عن الإرادة. وعادة لا يريد الشخص أن يفكر بهذه الأفكار ويجدها مضايقة له ويجد نفسه مرغمًا عليها ويحس عادة بأن هذه الأفكار لا معنى لها في الحقيقة. وقد يقلق الأشخاص المصابون بمرض الوسواس القهري بشكل زائد عن الحد من الجراثيم والأتربة وقد يحسون أنهم مرغمين على التفكير بشكل مستمر في فكرة أنهم قد التقطوا عدوى أو أنهم سيعدون الآخرين. وقد يفكر هؤلاء الأشخاص بشكل متكرر في أنهم قد آذوا شخصًا ما. وترتبط بالوساوس أحاسيس غير مريحة مثل الخوف والاشمئزاز والشك.

## معنى الوسوسة
الوسوسة لغة: مصدر قولهم: وسوس يُوَسوِس مأخوذ من مادة (و.س.س) التي تدل على صوت غير رفيع: يُقال لصوت الحُلي: وسواسٌ, وهمس الصائد: وسواسٌ, وإغواء الشيطان ابن آدم وسواس.

## مفهوم الوسوسة
يختلف مفهوم الوسوسة عند الأطباء وغيرهم بالنظر في أسبابها، فالأطباء ينظرون إليها على أنها مرض كسائر الأمراض، لكنها تختلف قوة وضعفًا، وهو ما يعرف بالاضطراب القهري، بينما الفقهاء والمفكرون ينظرون إليها على أنها مرض متعلق بالشيطان.

### الوسوسة عند الأطباء
يرى د. طارق الحبيب أن الوسوسة: هي أفكار أو حركات أو خواطر أو نزعات متكررة ذات طابع بغيض يرفضها الفرد عادة ويسعى في مقاومتها، كما يدرك أيضًا بأنها خاطئة ولا معنى لها ، لكن هناك ما يدفعه إليها دفعاً ، ويفشل في أغلب الأحيان في مقاومتها.

### الوسوسة عند المفكرين والفقهاء والمفسرين المسلمين
قال أبو حامد الغزالي: هي الخاطر المذموم.
وقال الكفويّ: الوسوسة القول الخفيّ لقصد الإضلال.
والوسواس: ما يقع في النّفس من عمل الشّرّ وما لا خير فيه.
وقال الخازن: الوسوسة: هي الكلام الخفي الذي يصل مفهومه إلى القلب من غير سماع.

### الفرق بين الوسوسة والإلهام
تقال الوسوسة لما يقع في النّفس من الشّرّ، أما الإلهام فهو لما يقع فيها من الخير، ولما يقع فيها من الخوف إيجاس، ولما يقع من تقدير نيل الخير أمل، ولما يقع من تقدير لا على الإنسان ولا له خاطر.

### الفرق بين الوسوسة والشك
إن كلًّا من الوسوسة والشك تؤدي بالإنسان إلى حالة عجيبة من الحيرة والاضطراب بحيث تصبح الرؤية غير واضحة، فينتاب المرء التردد، وعدم الجزم في اتخاذ القرار الحازم في الأمر.
إلا أنهما يفترقان في أن الشك هو التردد في الوقوع وعدمه، وهو اعتقاد أن يتقاوم تساويهما لا مزية لأحدهما على الآخر.
ومن حيث النشأة: فإن الشك ينشأ عن سبب معتبر، وهو وجود أمارتين متساويتين عند الإنسان في النقيضين، بخلاف الوسوسة فإنها تنشأ عن عن أوهام لا اعتبار لها.

### أقسام الوسواس القهري في الطب الحديث
يصنف الوسواس القهري إلى ثلاثة أنواع:
النوع الأول: تسلط أفكار.
وهي عبارة عن أفكار مترددة متكررة بنفس الصورة، لكن لا يستطيع المريض مقاومتها، وتسبب له التوتر والقلق.
النوع الثاني: تسلط أفعال.
وهي الأفعال التي تفرض نفسها على المريض كتصرفات يقوم بها باستسلام، ويعتبر المريض أنها أفعال غير منطقية إلا أنه لا يجد مناصًا من الخضوع لسلطانها، بسبب خوفه أن تقع كارثة محققة إن هو امتنع عن تأديتها.
النوع الثالث: تسلط أفكار وأفعال.
وهو تركيب معقد من الوسوسة تشمل أفكارًا وأفعالًا معًا.

### الوسوسة في القرآن
قال الله في القرآن: {فَوَسْوَسَ إِلَيْهِ الشَّيْطانُ قالَ يا آدَمُ هَلْ أَدُلُّكَ عَلى شَجَرَةِ الْخُلْدِ وَمُلْكٍ لا يَبْلى} [طه:120]
وقال تعالى: {وَلَقَدْ خَلَقْنَا الْإِنْسانَ وَنَعْلَمُ ما تُوَسْوِسُ بِهِ نَفْسُهُ وَنَحْنُ أَقْرَبُ إِلَيْهِ مِنْ حَبْلِ الْوَرِيدِ} [ق:16]

### الوسوسة في السُّنَّة
عن أبي هريرة عن النّبيّ محمد قال: «إنّ الشّيطان إذا سمع النّداء بالصّلاة أحال له ضراط، حتّى لا يسمع صوته فإذا سكت رجع فوسوس. فإذا سمع الإقامة ذهب حتّى لا يسمع صوته. فإذا سكت رجع فوسوس». وعن أبي هريرة قال: قال رسول اللّه محمد صلى اللّه عليه وسلّم: «إنّ اللّه تجاوز لأمّتي عمّا وسوست -أو حدّثت- به أنفسها ما لم تعمل به أو تكلّم».

### من مضار الوسوسة من وجهة نظر علماء المسلمين
(1) طريق إلى الشّكّ.
(2) تفقد الإنسان ثقته بنفسه وبغيره.
(3) ينفر النّاس من صاحب الوسواس ويبتعدون عنه.
(4) الموسوس لا تكمل له عبادة ولا يستقرّ له فكر.
(5) يشدّد على نفسه حتّى يدخل في دائرة المحظور.
(6) قد يصل الأمر بالموسوس إلى الهلوسة ثمّ الجنون.
علاج الوسوسة من وجهة نظر علماء المسلمين
(1) الاستعاذة بالله من الشيطان، وكثرة التضرع إلى الله، وقراءة القرآن.
(2) طلب العلم الشرعي.
(3) معرفة العدو.
(4) رقية الموسوس.
(5) قراءة الكتب التي تتحدث عن موضوع الوسوسة.

## اقرأ أيضاً
- تدخل (علم النفس)
- الزهد
- الشك